# Lunnatorp
Lunnatorp är en ort i Ronneby kommun.
Ortens bebyggelse ingår sedan 2015 i tätorten Kuggeboda efter att före dess ingått som en del i den av SCB definierade och namnsatta småorten Kuggeboda och Lunnatorp.